# Yngve Johansson (militär)
Axel Yngve Johansson, född 16 november 1941 i Engelbrekts församling i Stockholms stad, död 2 februari 2024 i Kristinehamns distrikt i Värmlands län, var en svensk militär.

## Biografi
Johansson avlade officersexamen vid Krigsskolan 1963 och utnämndes samma år till fänrik vid Svea livgarde, där han befordrades till löjtnant 1965 och till kapten 1971. Han gick kurs vid Infanteriets stridsskola 1966, Allmänna kursen vid Militärhögskolan 1969 och Stabskursen vid Militärhögskolan 1970–1972. Han tjänstgjorde vid Arméstaben 1972–1978, befordrades till major i Generalstabskåren 1974, var detaljchef i Organisationsavdelningen i Sektion 2 i Arméstaben 1974–1978 och tjänstgjorde vid Svea livgarde 1978–1979. År 1979 befordrades han till överstelöjtnant, varpå han var chef för Taktik- och underrättelseavdelningen i Sektion 1 i Arméstaben 1979–1982 samt ställföreträdande chef för Hallands regemente och ställföreträdande befälhavare för Hallands försvarsområde 1982–1986 tillika chef för Hallandsbrigaden.[källa behövs] Han befordrades till överste 1984, gick kurs vid Försvarshögskolan 1986, var kurschef vid Militärhögskolan 1986–1989, studerade vid US Army War College 1989–1990, tjänstgjorde vid Arméstaben 1990–1994 och befordrades till överste av första graden 1992. Åren 1994–2000 var Johansson chef för Värmlands regemente samt befälhavare för Värmlands försvarsområde.
Yngve Johansson var son till silverarbetaren Karl-Axel Johansson och Linnéa Söderberg. Han gifte sig 1964 med kontoristen Gunnel Andersson (född 1942).